# 10의 60제곱
1060 또는 1나유타는 자연수의 하나이다. 그 1/10,000은 1056(1아승기)이며, 그 10,000배는 1064(1불가사의)이다.

## 이름
- 한국어: 1나유타
- 영어 (단척도): 원 노벰디실리언(영어: one novemdecillion)
- 영어 (장척도): 원 디실리언(영어: one decillion)
- 옛이름
  - 중수: 일만구
  - 상수: 일만억조경

## 1060이상 1064미만의 주요 자연수

### 1061~ 1062
- 1,578,270,389,554,680,057,141,787,800,241,971,645,032,008,710,129,107,338,825,798: n19 + 6과 n19 + 6이 서로소가 아닌 최소의 자연수 n.
- 5,299,875,888,670,549,565,548,724,808,121,659,894,902,032,916,925,752,559,262,837: n = 1,578,270,389,554,680,057,141,787,800,241,971,645,032,008,710,129,107,338,825,798에 대하여, n19 + 6와 n19 + 6의 최대 공약수